# سينثيا هانتينغتون
سينثيا هانتينغتون (بالإنجليزية: Cynthia Huntington)‏ هي كاتِبة وشاعرة أمريكية، ولدت في 1951 في ميدفيل في الولايات المتحدة.